# Nilgiracris raoi
Nilgiracris raoi is een rechtvleugelig insect uit de familie Pyrgomorphidae. De wetenschappelijke naam van deze soort is voor het eerst geldig gepubliceerd in 1952 door Kevan.